# Erlebnispark Teufelstisch
Der Erlebnispark Teufelstisch ist ein Park im Gebiet der Ortsgemeinde Hinterweidenthal.

## Geographie
Der Park befindet sich im Westen der Gemarkung von Hinterweidenthal abseits von deren Siedlungsgebiet zwischen dem Etschberg und dem Handschuh-Kopf. Unmittelbar westlich befindet sich oberhalb des Parkareals der namensgebende Teufelstisch. Weiter östlich verläuft die Lauter, die im näheren Einzugsgebiet mehrere Nebernflüsse wie den Salzbach und den Hinterweidentaler Bach aufnimmt. Einige hundert Meter westlich des Parks mündet außerdem der Walmersbach in den Salzbach.
Am kostenlosen Erlebnispark Teufelstisch befinden sich ein kostenpflichtiger Parkplatz, ein kostenpflichtiger 12-Loch-Minigolf-Platz sowie ein Ausflugslokal. Der Park bietet eine in die Landschaft eingebettete Riesenrutsche, die bei Nässe gesperrt wird, einen Wasserspielplatz mit Schneckenschraube, einen klassischen Spielplatz mit Schaukeltieren, Kleinrutsche, Nest- und Raupenschaukel sowie eine Tarzanbahn. 

## Geschichte

Erlebnispark Teufelstisch
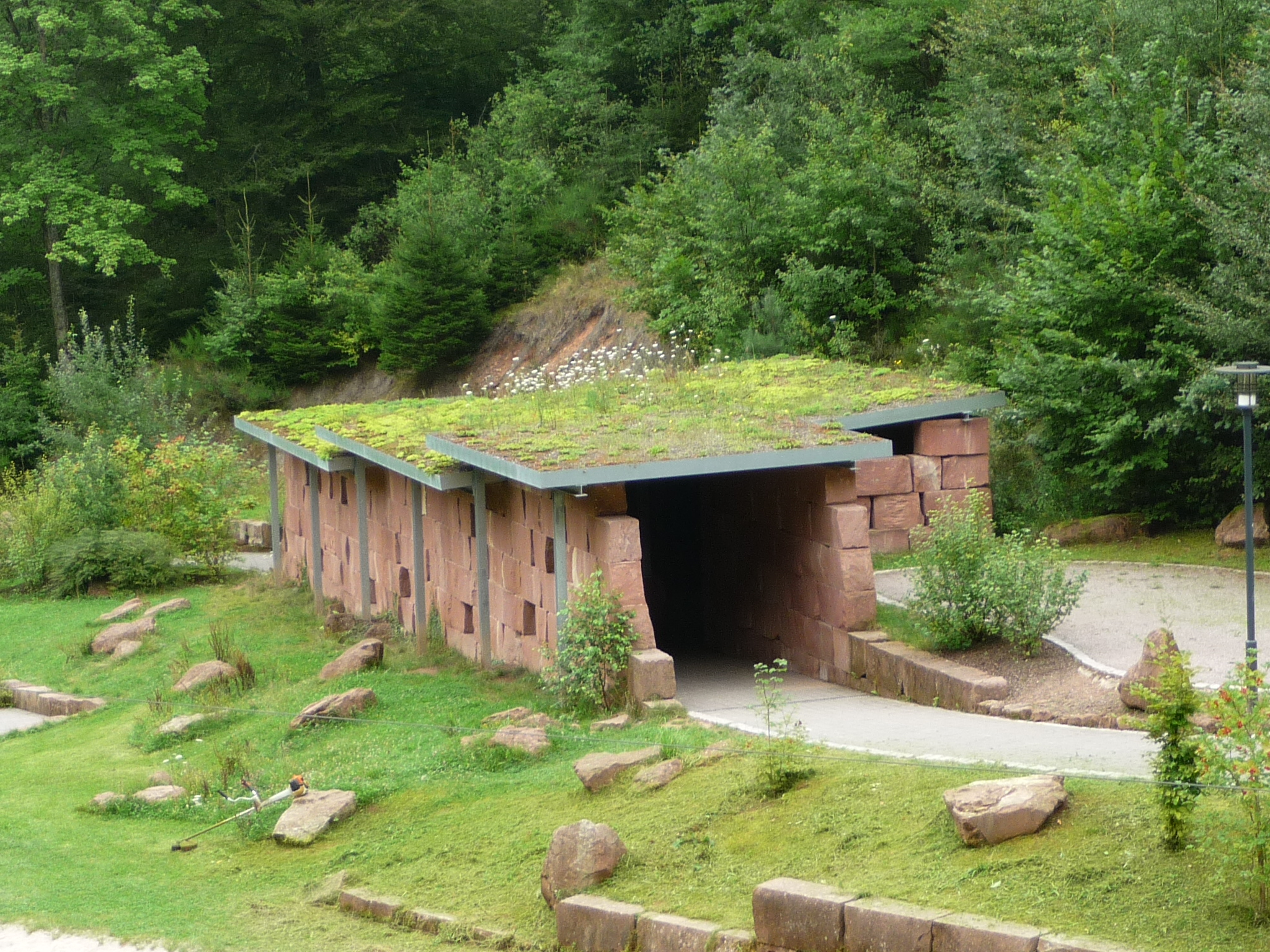
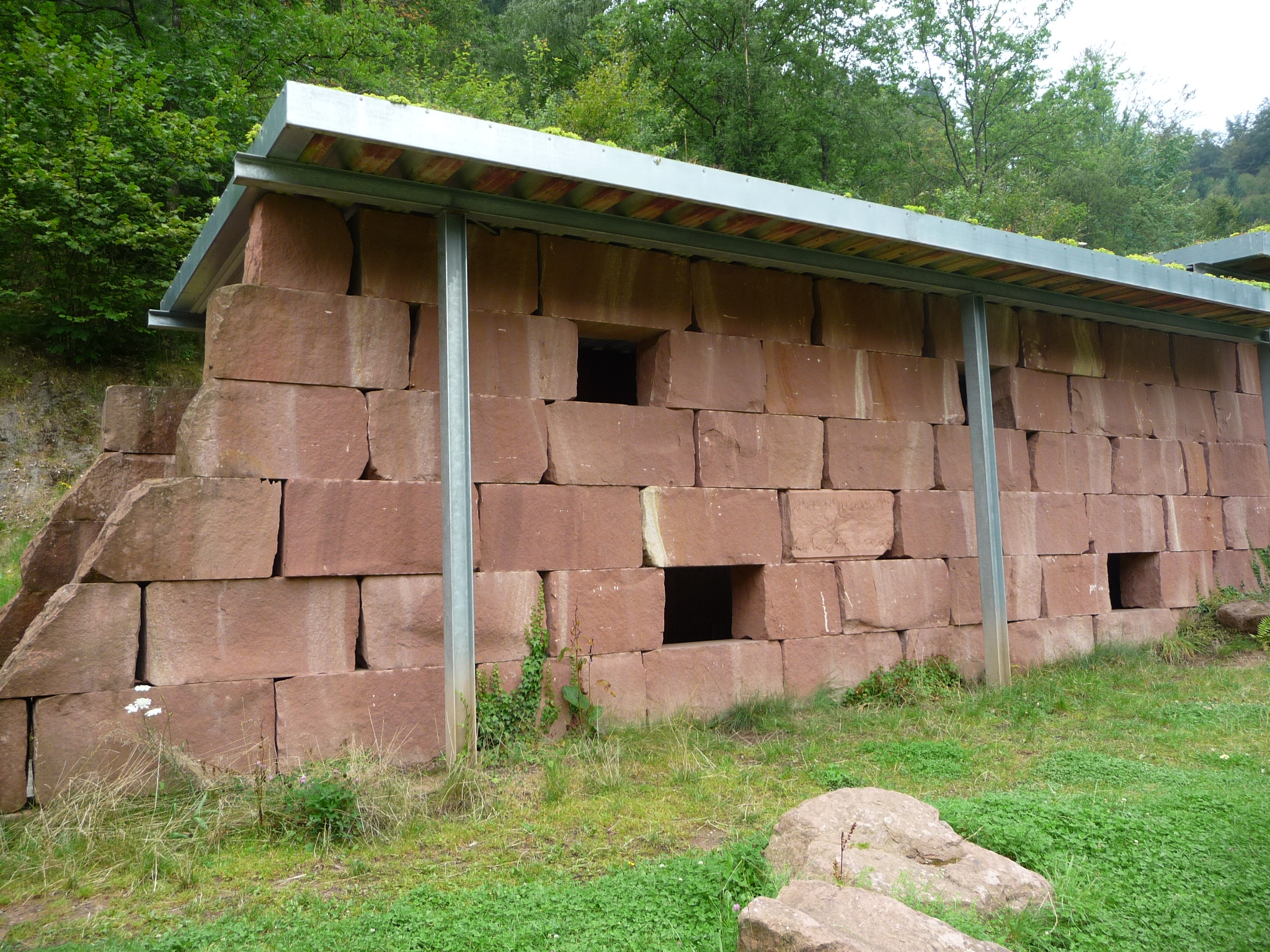
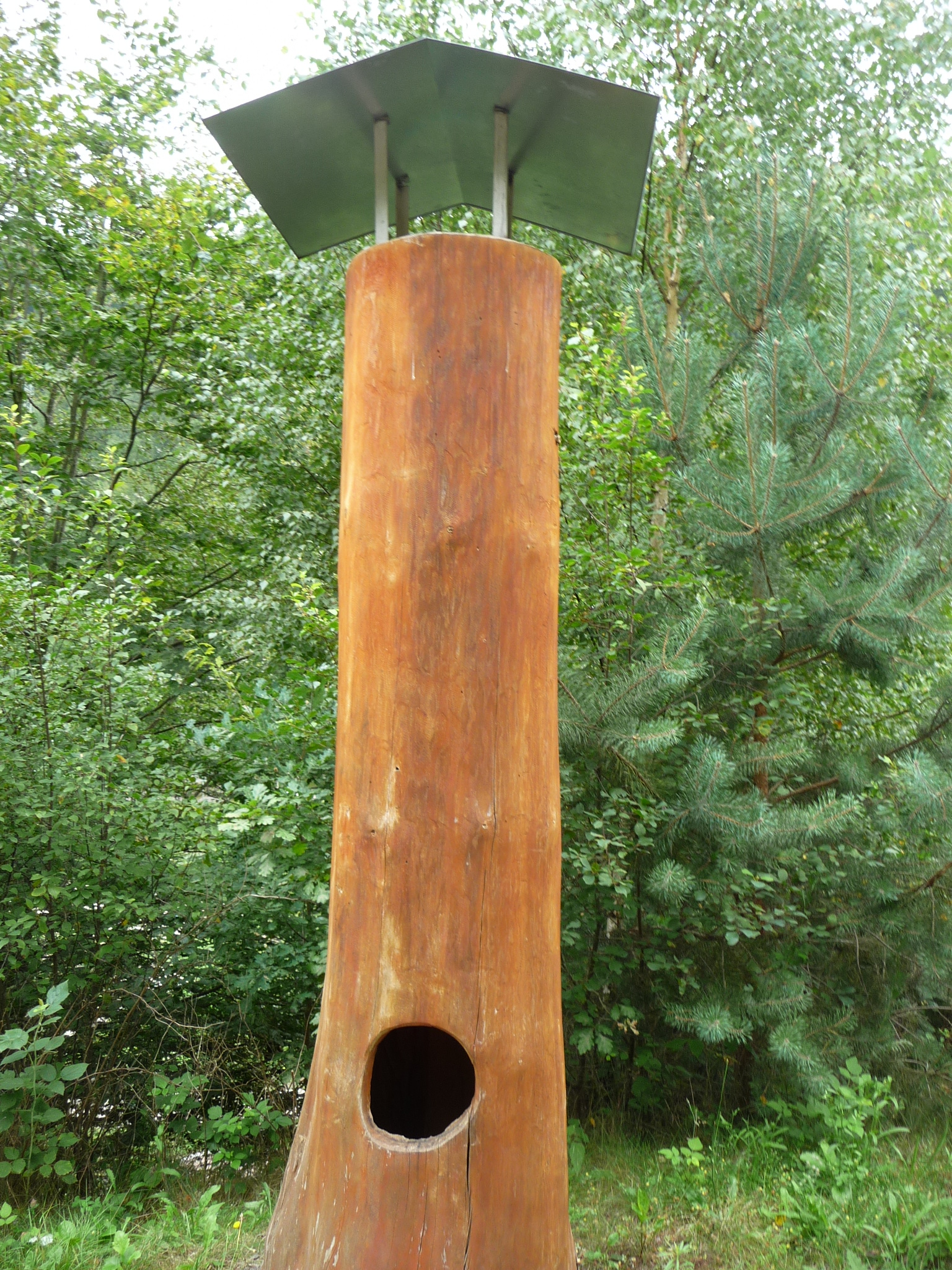
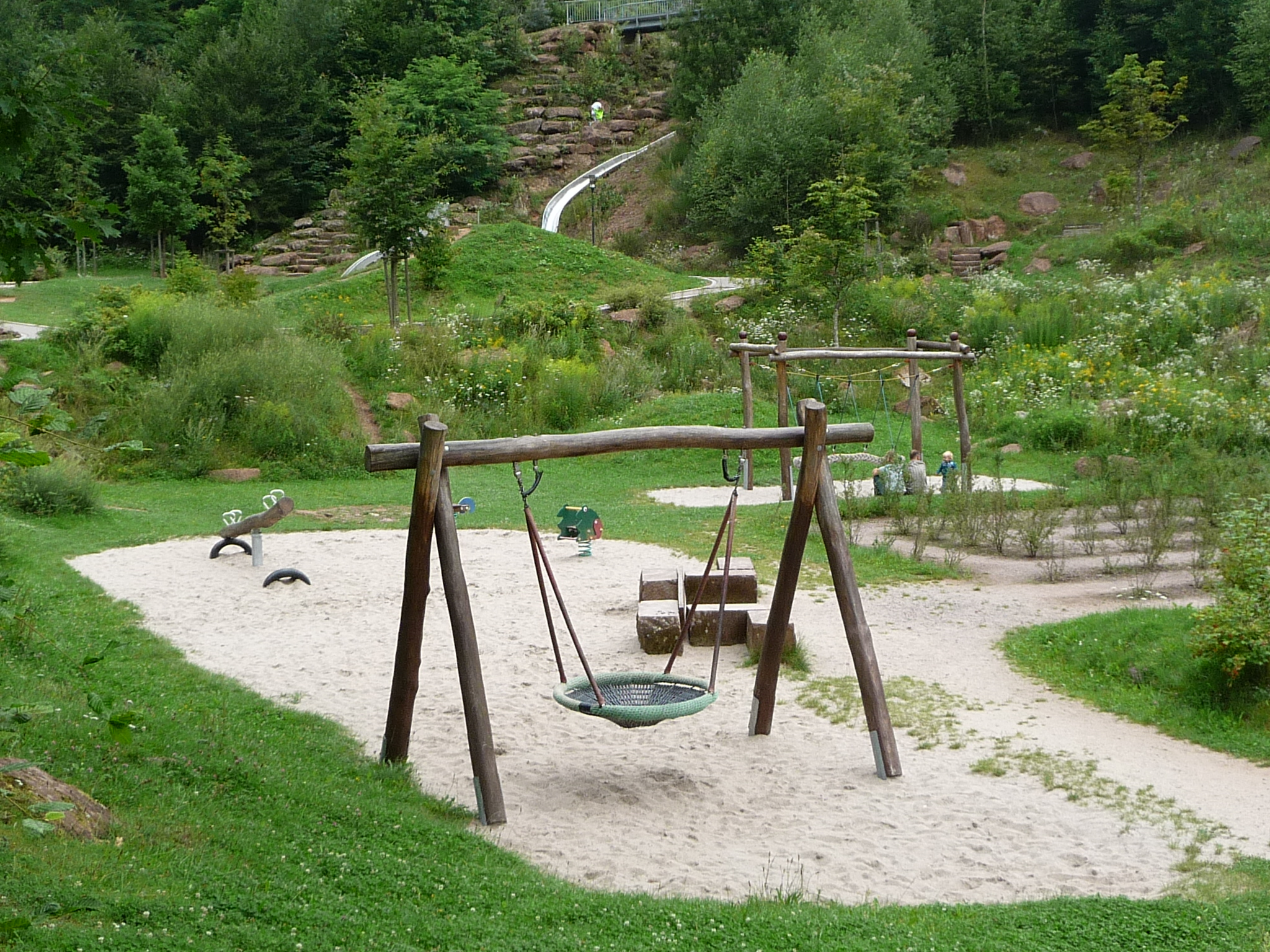
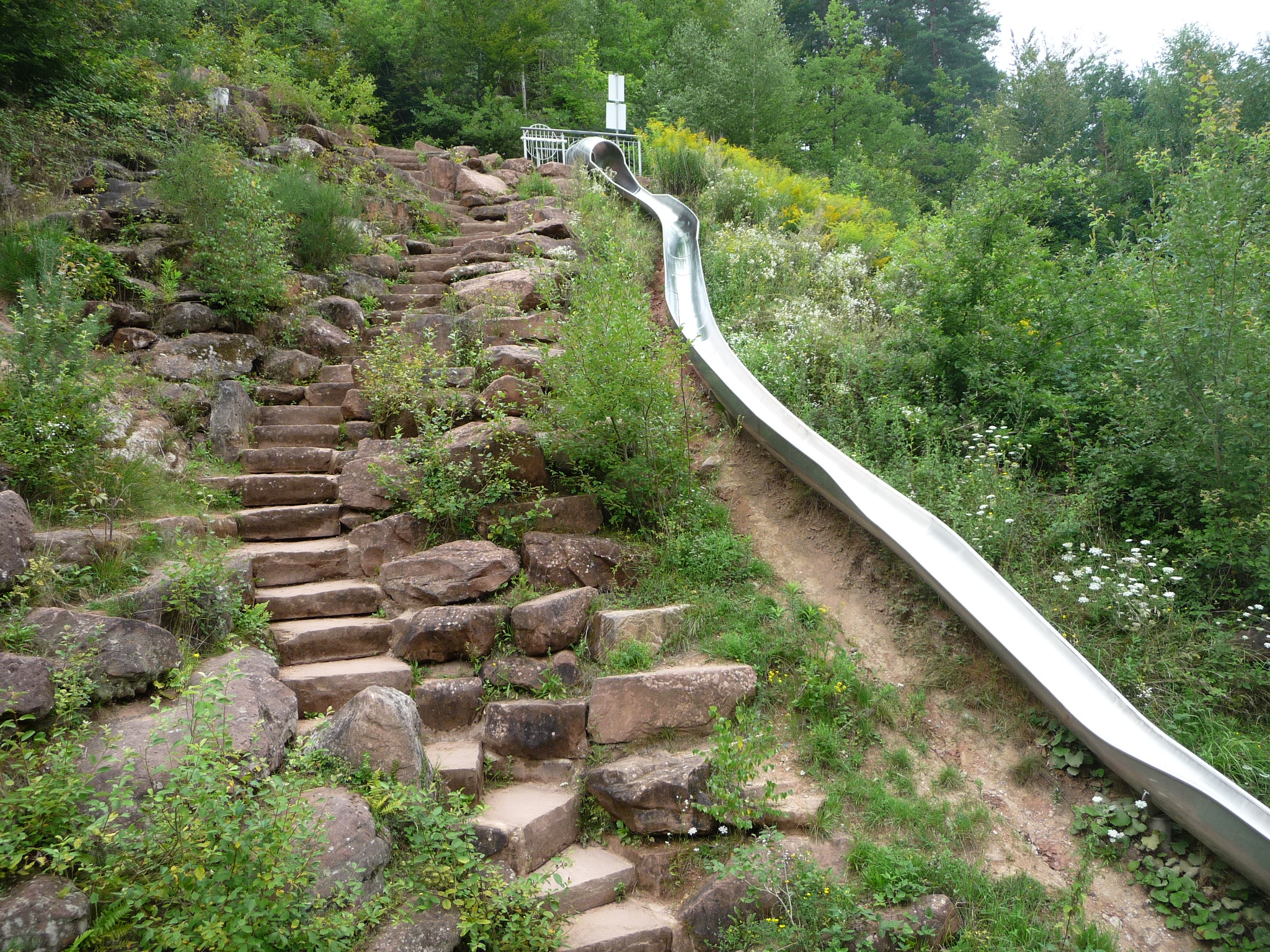

Im Herbst 2009 wurde in der Umgebung des Felsens der drei Hektar große Erlebnispark Teufelstisch eröffnet. Den Hauptteil der Erstellungskosten von 1,7 Millionen Euro trug das Land Rheinland-Pfalz.